# Hohenfurch
Hohenfurch è un comune tedesco di 1 506 abitanti, situato nel land della Baviera.